# Pomyje (wieś)

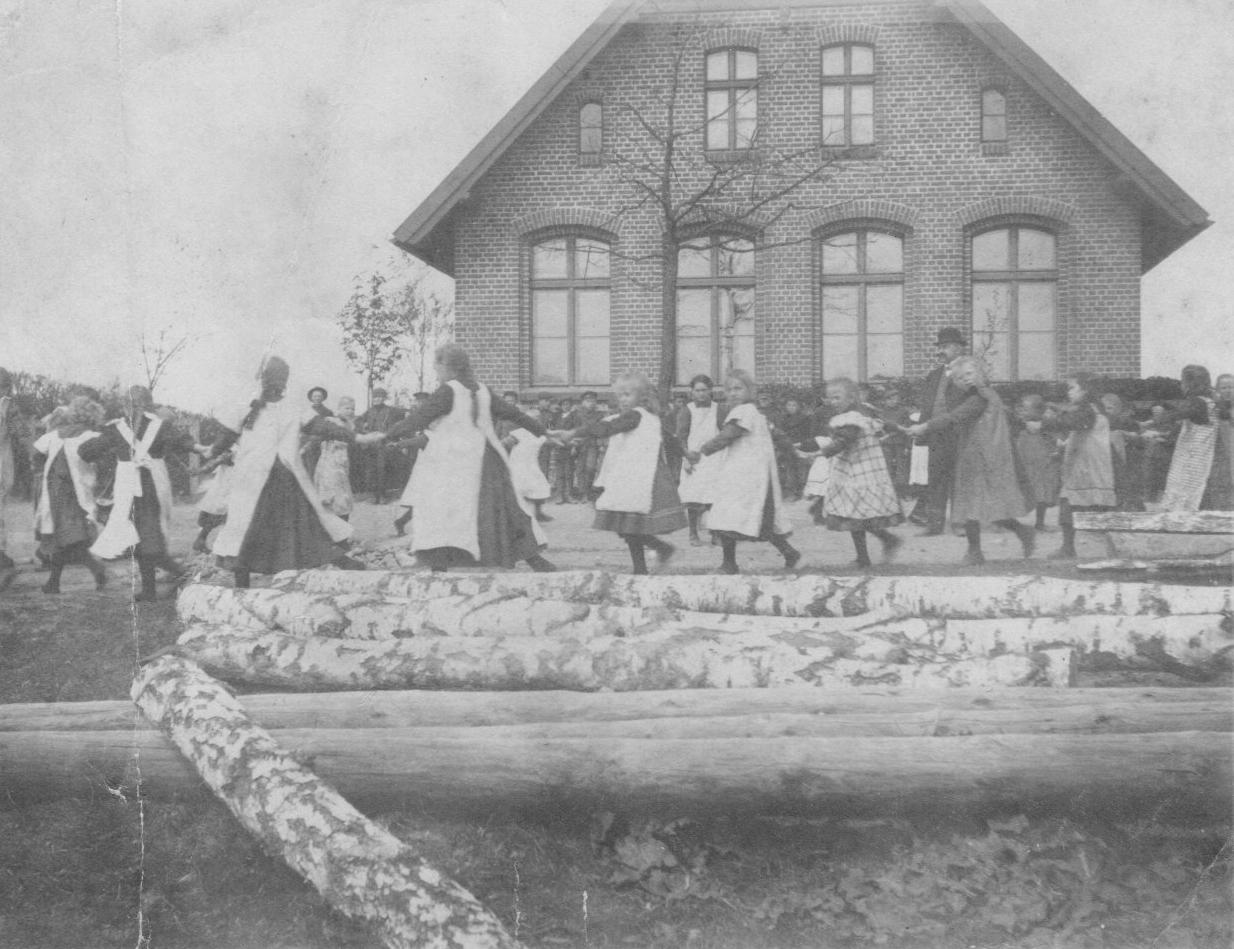
Szkoła Podstawowa w Pomyjach w 1912 r.

Pomyje – wieś kociewska w Polsce położona w województwie pomorskim, w powiecie tczewskim, w gminie Pelplin. Wieś jest siedzibą sołectwa Pomyje w którego skład wchodzi również miejscowość Wola.
W latach 1975–1998 miejscowość administracyjnie należała do województwa gdańskiego.